# Động đất Hōei 1707
Động đất Hōei (宝永地震 (Bảo Vĩnh địa chấn) Hōei jishin) là một trận động đất dữ dội xảy ra ở Nhật Bản vào năm 1707, tức năm thứ 4 niên hiệu Hōei. Cho đến trước trận động đất Tōhoku 2011, động đất Hōei là chấn động địa chất lớn nhất được ghi nhận ở Nhật Bản. Cũng trong năm xảy ra động đất, núi Phú Sĩ phun trào, sử Nhật Bản gọi là Bảo Vĩnh đại phún hỏa (宝永大噴火, Hōei daifunka). Cả hai thảm họa này được gọi chung là Đại họa năm Hợi.

## Động đất
Vào khoảng 13 giờ ngày 28 tháng 10 năm 1707 (giờ Nhật Bản hiện tại) xảy ra một trận động đất dữ dội có tâm chấn nằm ở 33,2 vĩ độ Bắc 135,9 kinh độ Đông tại máng Nankai (dưới đáy biển ngoài khơi Shikoku). Trận động đất này kéo theo hai trận động đất khác, một ở vùng Tōkai và một ở vùng Nankai, gây chấn động khắp từ Kantō tới Kyūshū. Thời đó, thiết bị đo chấn độ chính xác không có, nên các sử gia chỉ có thể căn cứ vào các địa danh được ghi chép rằng có thấy bị chấn động, độ cao của sóng thần, khoảng thời gian kéo dài của các dư chấn, để ước lượng chấn độ vào khoảng từ 8,4 đến 8,7 độ Richter.
Nghiên cứu dựa trên sóng thần dẫn tới giả thuyết cho rằng đã xuất hiện gần như đồng thời 3 hoặc 5 đợt đứt gãy tại máng Nankai. Xét theo thứ tự lần lượt hướng từ ngoài khơi vịnh Suruga tới ngoài khơi Shikoku, 5 đợt đứt gãy này có các thông số như sau:
| Vĩ độ Bắc | Kinh độ Đông | Độ sâu | Thang độ moment |
| --------- | ------------ | ------ | --------------- |
| 35,14°    | 138,73°      | 2 km   | 8,1             |
| 33,90°    | 138,13°      | 3 km   | 8,3             |
| 33,41°    | 136,15°      | 10 km  | 8,2             |
| 33,40°    | 134,57°      | 1 km   | 8,3             |
| 32,33°    | 133,57°      | 1 km   | 8,3             |

Các nhà nghiên cứu ước lượng chấn độ của trận động đất Hōei là 8,7 độ. Các địa phương chịu chấn động trên 6 độ có thể gồm Shizuoka, bình nguyên Ōsaka, bồn địa Nara, phía tây Shikoku; Kyōto cũng có thể chịu chấn động từ 5 đến 6 độ. Khu vực bị thiệt hại nhiều nhất do trận động đất này là Tokaidō, quanh vịnh Ise, bán đảo Kii. Các vùng từ Suruganokuni đến Tosanokuni đều thấy ghi nhận là có nhà cửa bị đổ vỡ. Cả các vùng Izumonokuni, Echizennokuni, Shinanonokuni cũng bị thiệt hại. Các vùng Morotozaki, Kushimoto, Omaezaki thấy có sụt đất sâu 1 tới 2 mét, trong khi ở phía đông Kōchi có một vệt sụt lún ước rộng khoảng 20 km² và chỗ rộng nhất lên đến 2 mét, có thể đặt được cả một con thuyền vào đó. Trận động đất đã gây ra một hiện tượng dị thường, đó là một số suối nước nóng ngừng phun nước nóng một thời gian, như suối nước nóng Tōgo ngưng suốt 145 ngày.

## Sóng thần
Động đất đã gây ra sóng thần tấn công vào bờ biển Thái Bình Dương từ Izu đến Kyushu, bờ biển vịnh Ise, eo biển Bungo, biển Setonaikai và vịnh Ōsaka. Sóng có thể cao tới 5-7 mét ở Shimoda, 5-10 mét ở bán đảo Kii, 5-7 mét ở Awanokuni, 5-8 mét ở Tosanokuni. Vùng quanh vịnh Tosa bị thiệt hại nặng nề bởi sóng thần. Cả một vùng ngoài thành Kōchi biến thành biển. Ở Owase, sau khi động đất xảy ra khoảng 1 giờ đồng hồ thì sóng thần cao 1 trượng 9 thước (tức 5,7 mét) ập vào, cuốn đi và làm chết hàng nghìn người. Sóng tấn công qua cửa sông Aji và sông Kiju tàn phá các thị trấn ở đây, cuốn trôi nhà cửa, tàu thuyền, làm vỡ cầu, làm chết hơn 7 ngàn người.

## Hậu quả
Cả động đất cùng sóng thần đã làm khoảng 2 vạn người thiệt mạng, 3 ngàn tàu thuyền bị cuốn trôi, 30 vạn thạch lương bị hỏng, sập 6 vạn căn nhà và cuốn trôi 2 vạn căn nhà khác. Một ghi chép khác cho biết có 29 vạn căn nhà bị hư hỏng và hơn 4900 người bị thiệt mạng.